# David Crosby

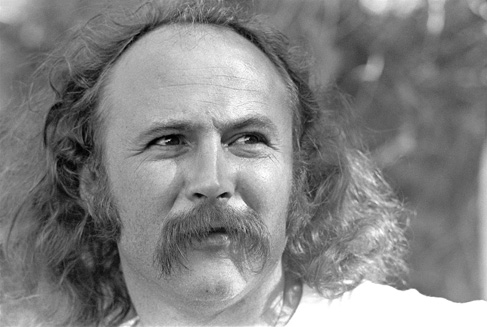
David Crosby (1976)

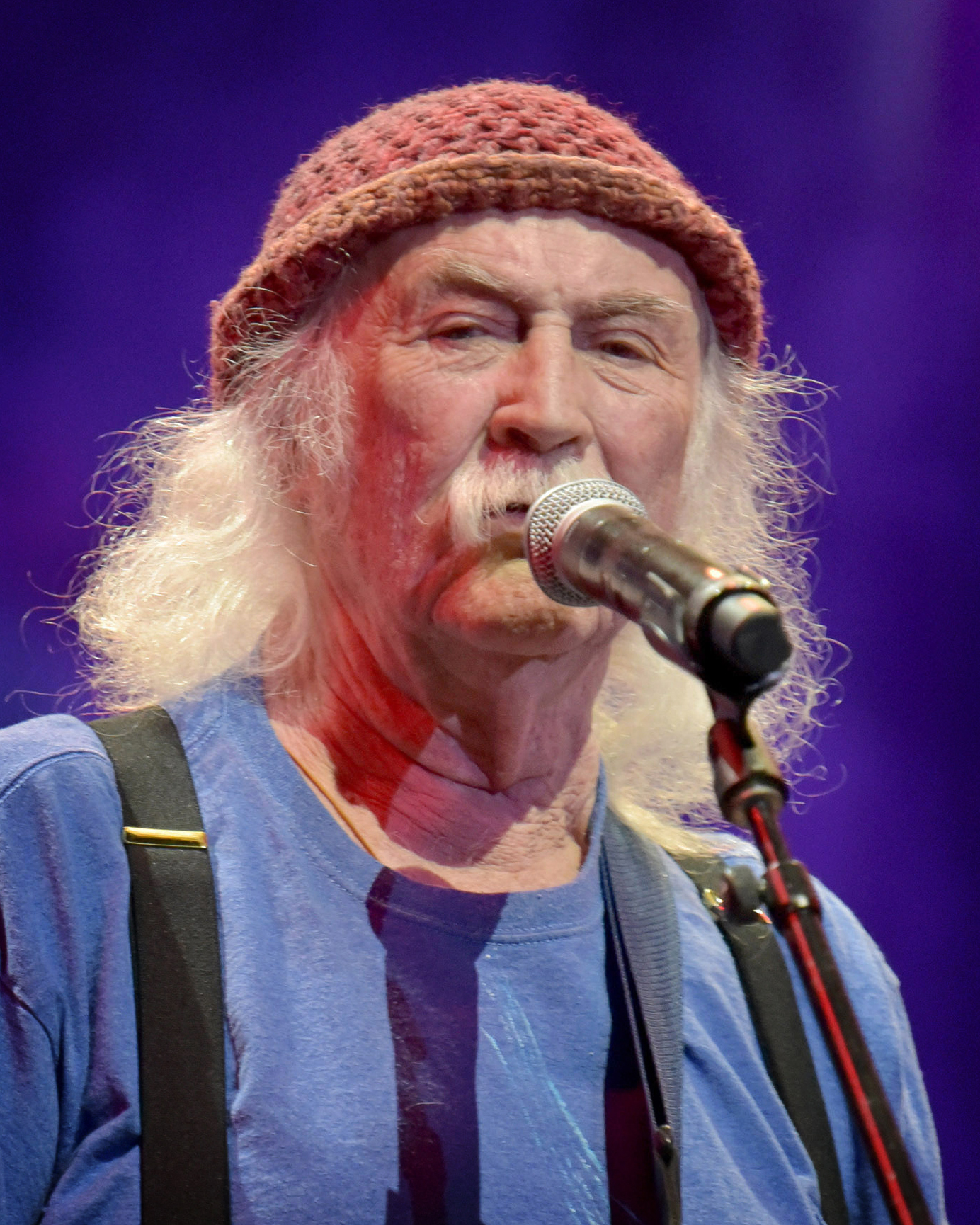
David Crosby (2019)

David Van Cortlandt Crosby (* 14. August 1941 in Los Angeles, Kalifornien; † 18. Januar 2023 in Santa Ynez, Kalifornien) war ein US-amerikanischer Gitarrist, Sänger, Songwriter und Schauspieler. Er war Gründungsmitglied der Byrds und von Crosby, Stills and Nash, die sich später mit Neil Young zeitweise zu Crosby, Stills, Nash and Young erweiterten, und gilt als einer der einflussreichsten Künstler der US-Rockmusik-Szene.

## Leben und Karriere

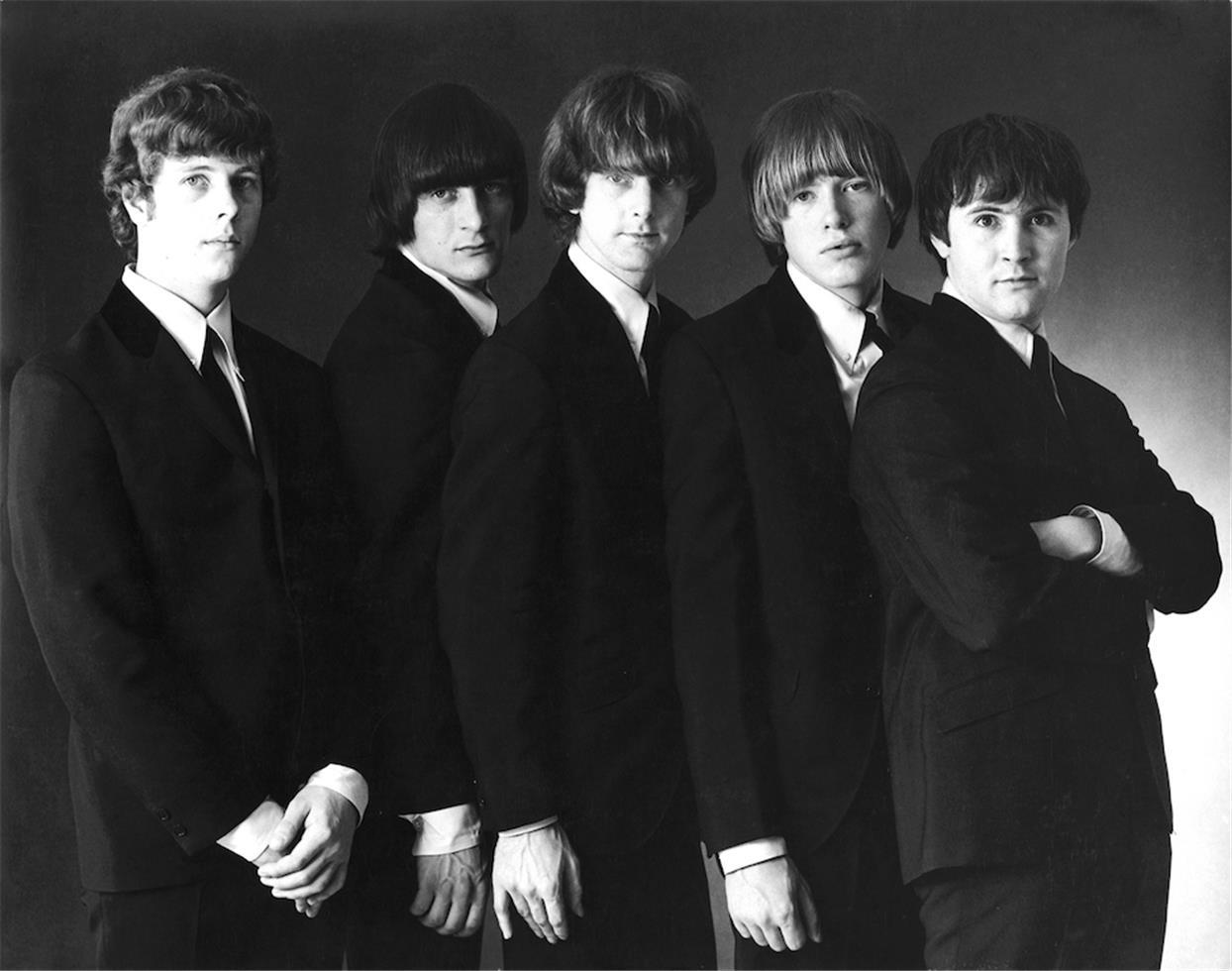
David Crosby (ganz rechts) als Mitglied der Band The Byrds: (von links) Chris Hillman, Gene Clark, Roger McGuinn, und Michael Clarke (1965)

David Crosby wurde 1941 in Los Angeles als Sohn von Aliph Van Cortlandt Whitehead und Floyd Crosby geboren. Er war ein rebellischer Jugendlicher, wurde von mehreren Schulen verwiesen und kam bereits früh mit dem Gesetz in Konflikt. 1960 ließen sich seine Eltern scheiden. Etwa zu dieser Zeit entdeckte er die Folkmusik.
Crosby gehört mit Roger McGuinn und Gene Clark zu den Gründungsmitgliedern der Byrds. Von 1964 bis 1967 spielte er mit ihnen fünf Alben ein und entwickelte sich zum anspruchsvollen Songwriter in der Gruppe. Nach Streitereien wurde er entlassen und gründete bald mit Stephen Stills von Buffalo Springfield und Graham Nash von den Hollies die Supergroup Crosby, Stills and Nash. Das Debütalbum und der Nachfolger Déjà Vu, bei dem Neil Young die Gruppe komplettierte, wurden große Hits und etablierten CSN&Y als eine der erfolgreichsten amerikanischen Bands der 1960er- und 1970er-Jahre, die unter anderem beim Woodstock-Festival auftrat. Crosby, Stills and Nash (zum Teil mit Neil Young) haben 13 Alben aufgenommen und tourten bis Dezember 2015 auch noch gelegentlich zusammen. Crosby schrieb für die Gruppe unter anderem Guinnevere, Almost Cut My Hair, Long Time Gone, Déjà Vu und Delta sowie die Musik zu Wooden Ships.

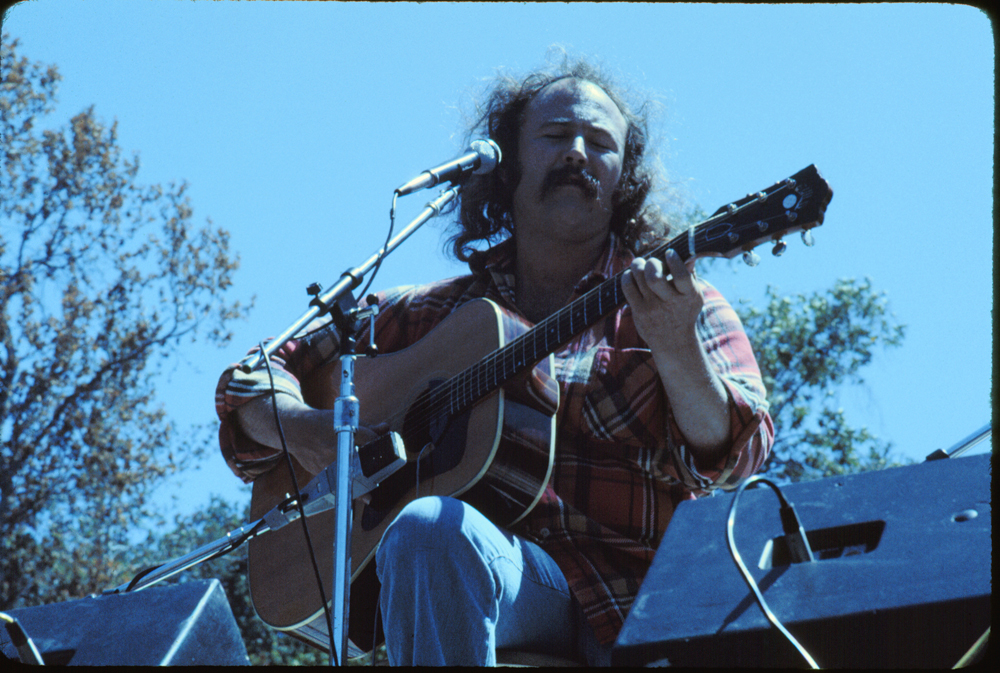
David Crosby (1976)

Nach dem CSN&Y-Doppel-Livealbum 4 Way Street (1971) konzentrierten sich alle vier Mitglieder auf Soloprojekte, und Crosby veröffentlichte seine erste Soloplatte If I Could Only Remember My Name …, auf der neben Young und Nash auch Musiker von den Grateful Dead, Jefferson Airplane und Santana mitwirkten. Zwischen 1972 und 1977 nahm Crosby regelmäßig Alben mit Graham Nash als Duo auf (ein weiteres Crosby-Nash-Album erschien erst 2004) und veröffentlichte wieder ab Ende der 1980er-Jahre weitere Soloalben.

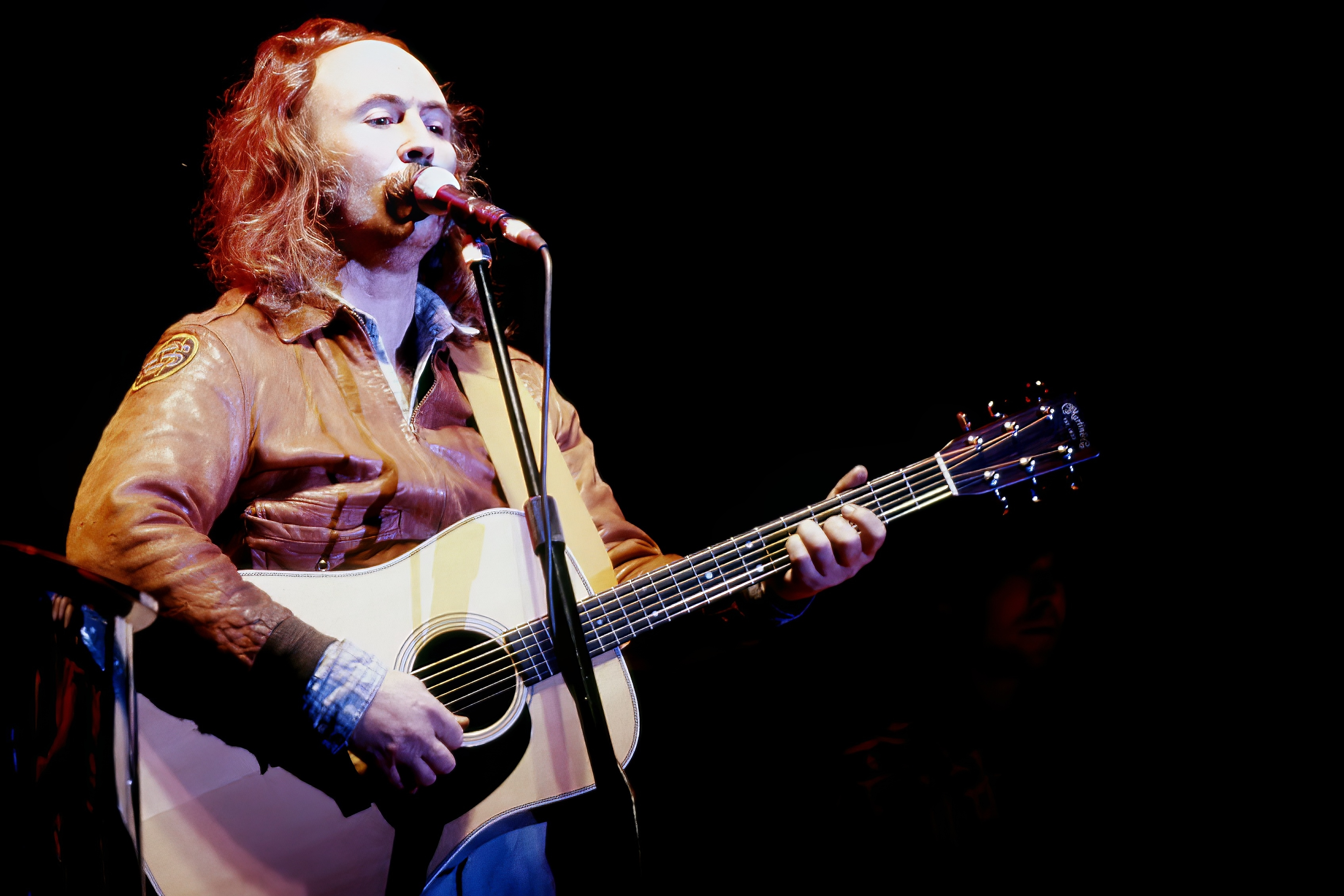
David Crosby (1983)

In den 1980er-Jahren geriet Crosbys Karriere durch seine massiven Drogenprobleme zunehmend ins Stocken. Zwar holten ihn Stills und Nash 1982 noch einmal ins Studio, um das Album Daylight Again aufzunehmen, doch war Crosbys Beteiligung vor allem durch die drogenbedingten stimmlichen Probleme sehr eingeschränkt. Der Tiefpunkt kam 1985: Er verbrachte wegen eines Rauschgiftvergehens 1985/86 fast ein Jahr im Gefängnis und kam erst frei, als sein Urteil im Berufungsverfahren aufgehoben wurde. 
Nach einem erfolgreichen Entzug ging Crosby dann erneut mit Stills, Nash und Young ins Studio, um das Album American Dream aufzunehmen. Young, eigentlich seit langem mit den anderen drei zerstritten, hatte Crosby versprochen, er werde mit ihm und den anderen neues Material aufnehmen, sollte der Entzug gelingen. Das Album stieß bei Kritikern und Publikum überwiegend auf Anerkennung. Hiervon beflügelt erschien 1989 schließlich Crosbys erstes Solo-Album seit 18 Jahren: Oh Yes, I Can.
Im selben Jahr arbeitete er auch erstmals mit Phil Collins zusammen und steuerte zu dessen Album … But Seriously einige Vokalpartien bei, unter anderem zur dazugehörigen erfolgreichen Single Another Day in Paradise. Crosby trat auch im Musikvideo zu Collins’ Song That’s Just the Way It Is auf. 1993 setzten beide ihre Zusammenarbeit fort: Für Crosbys Album Thousand Roads schrieben sie den Song Hero, den Collins auch produzierte. Die Singleauskopplung erreichte Platz 44 der Billboard-Hot-100-Charts und war die zweiterfolgreichste Single in Crosbys Solo-Karriere (nur das 1972 im Duo mit Graham Nash veröffentlichte Stück Immigration Man war erfolgreicher und kam auf Platz 36).
Mehrfach trat Crosby auch als Schauspieler in Erscheinung. Die bekannteste seiner vier Kinofilm-Rollen ist die des Tickles in Hook (1991). Etwas größere Rollen spielte er als Gastdarsteller in mehreren TV-Serien, etwa als Duke in Roseanne oder als zunächst trockener Alkoholiker Chester in Nachtschicht mit John, der bei seinem fünften und letzten Auftritt in der Serie rückfällig wird und unter Alkoholeinfluss bei einem Autounfall zu Tode kommt. Mit der Rolle, die er 1993 und 1994 verkörperte, spielte er auch auf seine eigenen Suchtprobleme an. Im November 1994 wurde eine Lebertransplantation erforderlich, die Crosby nach den vielen Jahren exzessiven Drogenkonsums das Leben rettete. 1997 und 1998 wurden Melissa Etheridge und ihre Freundin Julie Cypher durch eine Samenspende von David Crosby Eltern zweier Kinder.

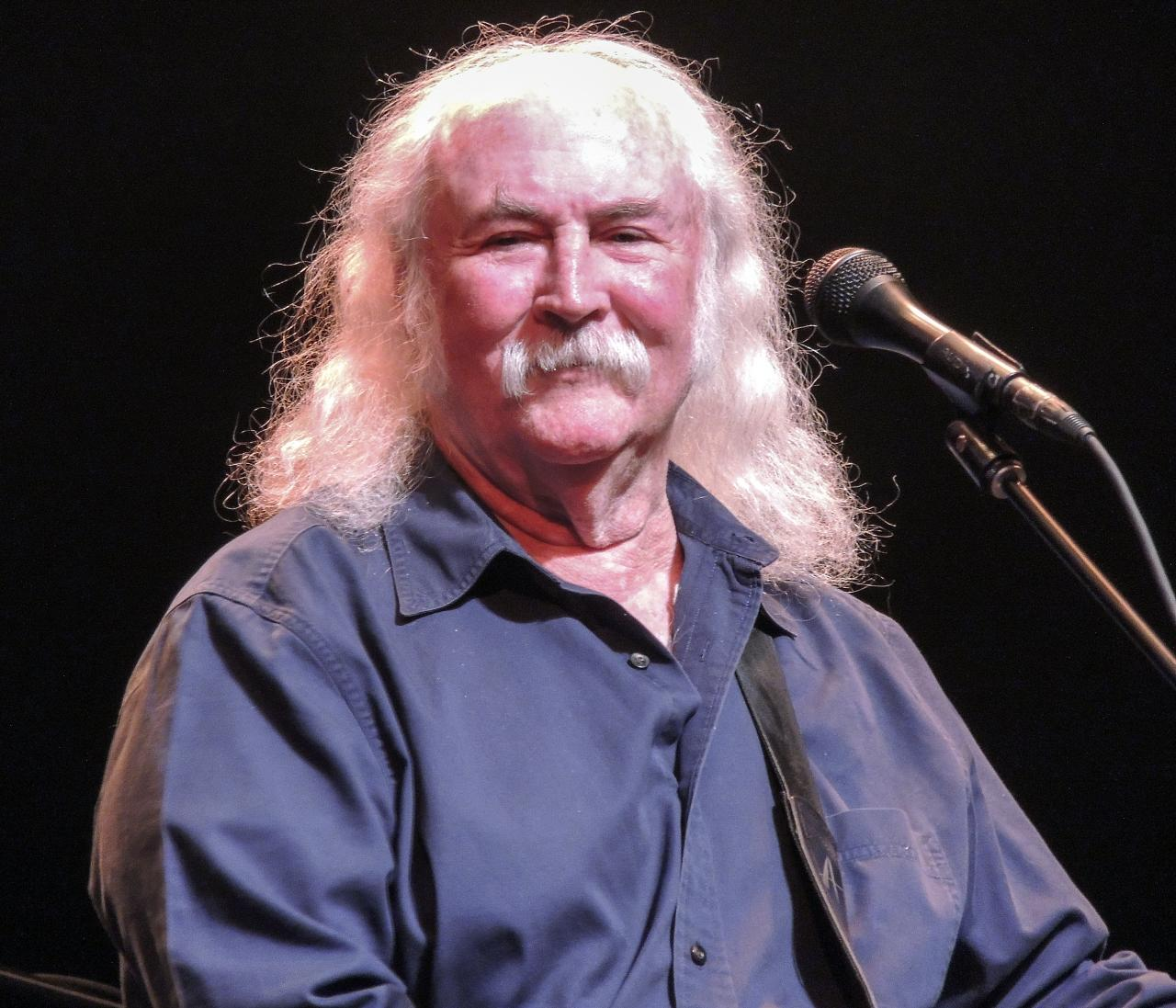
David Crosby (2012)

Im März 2004 wurde Crosby wenige Stunden nach einem Live-Konzert wegen Waffen- und Marihuanabesitzes in einem Hotel am Times Square festgenommen und noch am selben Tag angeklagt. Weil er sich schuldig bekannte, illegal Waffen besessen zu haben, wurde er Anfang Juli 2004 zu einer Geldstrafe von 5000 Dollar verurteilt.
Nachdem er 2006 auf David Gilmours Album On an Island neben Graham Nash mitgewirkt hatte, nahm er auch an der nachfolgenden Tour teil. 2014 zerstritt sich Crosby mit Neil Young, 2015 mit Graham Nash.
David Crosby starb im Januar 2023 nach langer Krankheit im Alter von 81 Jahren. Nach Angaben von Graham Nash hatte Crosby sich kurz zuvor mit COVID-19 angesteckt.

## Auszeichnungen
David Crosby ist zweimal in die Rock and Roll Hall of Fame aufgenommen worden: als Mitglied der Byrds (1991) und von Crosby, Stills & Nash (1997). 2009 wurde er außerdem in die Songwriters Hall of Fame aufgenommen.

## Diskografie

### Solo
- 1971: If I Could Only Remember My Name…
- 1989: Oh Yes, I Can
- 1989: King Biscuit Flower Hour Presents (veröffentlicht 2002)
- 1993: Thousand Roads
- 1995: It’s All Coming Back to Me Now …
- 2000: Live
- 2014: Croz
- 2016: Lighthouse
- 2017: Sky Trails
- 2018: David Crosby, Becca Stevens, Michelle Willis, Michael League: Here If You Listen
- 2021: For Free

### Crosby & Nash
- 1971: Another Stoney Evening (veröffentlicht 1997)
- 1972: Graham Nash / David Crosby
- 1975: Wind on the Water
- 1976: Whistling down the Wire
- 1977: Live
- 2004: Crosby ❇︎ Nash

### Crosby, Stills and Nash
- 1969: Crosby, Stills & Nash
- 1977: CSN
- 1982: Daylight Again
- 1983: Allies
- 1990: Live It Up
- 1991: CSN (box set)
- 1994: After The Storm
- 2009: Demos
- 2012: CSN 2012 (Live)

### Crosby, Stills, Nash and Young
- 1970: Déjà Vu
- 1971: 4 Way Street (Live)
- 1974: So Far
- 1974: Déjà Vu/LIVE (veröffentlicht 2008)
- 1988: American Dream
- 1999: Looking Forward

### Crosby, Pevar, Raymond (CPR)
- 1998: CPR
- 1998: Live at Cuesta College
- 1999: Live at the Wiltern
- 2001: Just Like Gravity

## Chartplatzierungen

### Studioalben
| Jahr | Titel                            | Höchstplatzierung, Gesamtwochen, AuszeichnungChartplatzierungen (Jahr, Titel, Platzierungen, Wochen, Auszeichnungen, Anmerkungen) | Höchstplatzierung, Gesamtwochen, AuszeichnungChartplatzierungen (Jahr, Titel, Platzierungen, Wochen, Auszeichnungen, Anmerkungen) | Höchstplatzierung, Gesamtwochen, AuszeichnungChartplatzierungen (Jahr, Titel, Platzierungen, Wochen, Auszeichnungen, Anmerkungen) | Höchstplatzierung, Gesamtwochen, AuszeichnungChartplatzierungen (Jahr, Titel, Platzierungen, Wochen, Auszeichnungen, Anmerkungen) | Höchstplatzierung, Gesamtwochen, AuszeichnungChartplatzierungen (Jahr, Titel, Platzierungen, Wochen, Auszeichnungen, Anmerkungen) | Anmerkungen                                                                   |
| Jahr | Titel                            | DE | AT | CH | UK | US | Anmerkungen                                                                   |
| ---- | -------------------------------- | --- | --- | --- | --- | --- | ----------------------------------------------------------------------------- |
| 1971 | If I Could Only Remember My Name | — | — | CH35 (1 Wo.)CH | — | US12 Gold · (18 Wo.)US | Erstveröffentlichung: 22. Februar 1971 Verkäufe: + 500.000                    |
| 1972 | Graham Nash/David Crosby         | — | — | — | UK13 (5 Wo.)UK | US4 Gold · (26 Wo.)US | Erstveröffentlichung: 5. April 1972 mit Graham Nash; Verkäufe: + 500.000      |
| 1975 | Wind on the Water                | — | — | — | — | US6 Gold · (31 Wo.)US | Erstveröffentlichung: 15. September 1975 mit Graham Nash; Verkäufe: + 500.000 |
| 1976 | Whistling Down the Wire          | — | — | — | — | US26 Gold · (15 Wo.)US | Erstveröffentlichung: Juli 1976 mit Graham Nash; Verkäufe: + 500.000          |
| 1976 | Out of the Darkness              | — | — | — | — | US89 (3 Wo.)US | Erstveröffentlichung: August 1976 mit Graham Nash                             |
| 1989 | Oh Yes I Can                     | — | — | — | — | US104 (10 Wo.)US | Erstveröffentlichung: Februar 1989                                            |
| 1993 | Thousand Roads                   | — | — | — | — | US133 (8 Wo.)US | Erstveröffentlichung: 10. Juni 1993                                           |
| 2004 | Crosby & Nash                    | DE98 (1 Wo.)DE | — | — | UK78 (1 Wo.)UK | US142 (1 Wo.)US | Erstveröffentlichung: 10. August 2004 mit Graham Nash                         |
| 2014 | Croz                             | DE57 (2 Wo.)DE | — | — | UK48 (1 Wo.)UK | US36 (3 Wo.)US | Erstveröffentlichung: 31. Januar 2014                                         |
| 2016 | Lighthouse                       | — | — | — | — | US117 (1 Wo.)US | Erstveröffentlichung: 21. Oktober 2016                                        |
| 2017 | Sky Trails                       | DE96 (1 Wo.)DE | — | — | — | — | Erstveröffentlichung: 29. September 2017                                      |
| 2018 | Here If You Listen               | — | — | — | UK88 (1 Wo.)UK | — | Erstveröffentlichung: 26. Oktober 2018                                        |
| 2021 | For Free                         | DE23 (5 Wo.)DE | AT73 (1 Wo.)AT | CH14 (4 Wo.)CH | UK53 (1 Wo.)UK | — | Erstveröffentlichung: 23. Juli 2021                                           |

grau schraffiert: keine Chartdaten aus diesem Jahr verfügbar

### Livealben
| Jahr | Titel                       | Höchstplatzierung, Gesamtwochen, AuszeichnungChartplatzierungen (Jahr, Titel, Platzierungen, Wochen, Auszeichnungen, Anmerkungen) | Höchstplatzierung, Gesamtwochen, AuszeichnungChartplatzierungen (Jahr, Titel, Platzierungen, Wochen, Auszeichnungen, Anmerkungen) | Höchstplatzierung, Gesamtwochen, AuszeichnungChartplatzierungen (Jahr, Titel, Platzierungen, Wochen, Auszeichnungen, Anmerkungen) | Anmerkungen |
| Jahr | Titel                       | DE | UK | US | Anmerkungen |
| ---- | --------------------------- | --- | --- | --- | --- |
| 1977 | Crosby/Nash – Live          | — | — | US52 (8 Wo.)US | Erstveröffentlichung: November 1977 mit Graham Nash                                                                    |
| 2023 | Live at the Capitol Theatre | DE62 (1 Wo.)DE | — | — | mit der Lighthouse Band featuring Becca Stevens, Michelle Willis & Michael League Erstveröffentlichung: 6. Januar 2023 |

### Kompilationen
| Jahr | Titel                   | Höchstplatzierung, Gesamtwochen, AuszeichnungChartplatzierungen (Jahr, Titel, Platzierungen, Wochen, Auszeichnungen, Anmerkungen) | Höchstplatzierung, Gesamtwochen, AuszeichnungChartplatzierungen (Jahr, Titel, Platzierungen, Wochen, Auszeichnungen, Anmerkungen) | Höchstplatzierung, Gesamtwochen, AuszeichnungChartplatzierungen (Jahr, Titel, Platzierungen, Wochen, Auszeichnungen, Anmerkungen) | Anmerkungen                                        |
| Jahr | Titel                   | DE | UK | US | Anmerkungen                                        |
| ---- | ----------------------- | --- | --- | --- | -------------------------------------------------- |
| 1978 | The Best of Crosby/Nash | — | — | US150 (4 Wo.)US | Erstveröffentlichung: Oktober 1978 mit Graham Nash |

### Singles
| Jahr | Titel Album                                    | Höchstplatzierung, Gesamtwochen, AuszeichnungChartplatzierungen (Jahr, Titel, Album, Platzierungen, Wochen, Auszeichnungen, Anmerkungen) | Höchstplatzierung, Gesamtwochen, AuszeichnungChartplatzierungen (Jahr, Titel, Album, Platzierungen, Wochen, Auszeichnungen, Anmerkungen) | Höchstplatzierung, Gesamtwochen, AuszeichnungChartplatzierungen (Jahr, Titel, Album, Platzierungen, Wochen, Auszeichnungen, Anmerkungen) | Anmerkungen                                           |
| Jahr | Titel Album                                    | DE | UK | US | Anmerkungen                                           |
| ---- | ---------------------------------------------- | --- | --- | --- | ----------------------------------------------------- |
| 1971 | Music Is Love If I Could Only Remember My Name | — | — | US95 (1 Wo.)US | Erstveröffentlichung: April 1971                      |
| 1972 | Immigration Man Graham Nash/David Crosby       | — | — | US36 (9 Wo.)US | Erstveröffentlichung: April 1972 mit Graham Nash      |
| 1972 | Southbound Train Graham Nash/David Crosby      | — | — | US99 (2 Wo.)US | Erstveröffentlichung: 30. Juni 1972 mit Graham Nash   |
| 1975 | Carry Me Wind on the Water                     | — | — | US52 (6 Wo.)US | Erstveröffentlichung: November 1975 mit Graham Nash   |
| 1993 | Hero Thousand Roads                            | DE51 (9 Wo.)DE | UK56 (3 Wo.)UK | US44 (20 Wo.)US | Erstveröffentlichung: 15. April 1993 mit Phil Collins |